# Po On

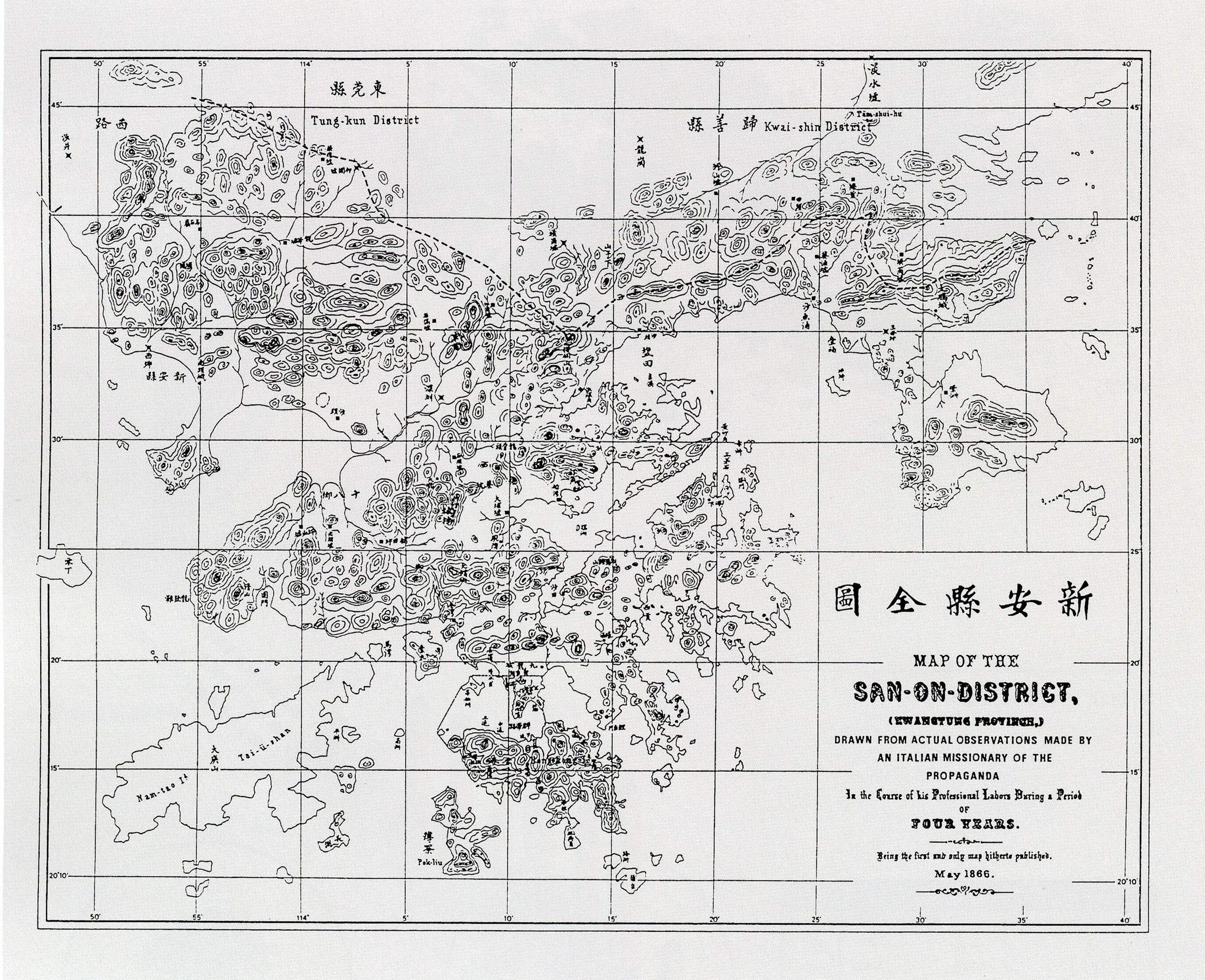
Plattegrond van Bao'an (Po On) uit 1866.

Po On of San On was een streek/arrondissement in China dat het huidige Shenzhen en Hongkong omvat. Het ligt in Zuid-Guangdong. Het arrondissement werd in 331 opgericht door de toenmalige keizer. Xin'an Xianzhi is een van de weinig literaire historische werken die informatie geeft over dit gebied.
Sommige autochtone Hongkongers noemen hun jiaxiang nog steeds Po On, terwijl dit eigenlijk niet meer bestaat. Toen Hongkong nog niet "uitgeleend" was aan de Britten na de Eerste en Tweede Opiumoorlog, behoorde Hongkong tot het arrondissement Po On van de Chinese provincie Guangdong. Toen Hongkong Brits was tijdens de Qing-dynastie, werd de naam Po On veranderd in San On. San On bestond alleen uit het huidige Shenzhen. In 1913 werd de naam San On terugveranderd in Po On door de nieuwe staat Republiek China.
In 1983 kreeg Po On de nieuwe naam Shenzhen. Een veel kleiner gebied in het noordwesten van Shenzhen kreeg de naam Po On/Bao'an.